# Questão dos Tabacos
A Questão dos Tabacos foi um dos problemas enfrentados pela Monarquia Portuguesa entre os séculos XIX e XX, resultando na queda de dois governos e ajudando no desgaste do Antigo Regime.

## Antecedentes
O Tabaco foi descoberto por Colombo quando este chegou à América em 1492, a planta se popularizou na Europa e então os governos aproveitaram o vício do povo e da nobreza para cobrar taxas sobre a produção e venda do produto. Em Portugal, a receita oirunda do tabacos chegou à gerar, em 1860, 1/8 do orçamento do Estado, muito maior do que em outros países, o governo ora monopolizava ora liberava o comércio. Quando em 1736, D. João V proibiu o comércio da planta em Portugal e em seus domínios o governo monopolizou o comércio de Tabaco, mas no século XIX, o comércio foi liberado e fábricas foram criadas ao todo foram 3.400 operários que trabalhavam nas pequenas e grandes fábricas de tabaco. As duas maiores eram a Companhia do Tabaco e Sabão da Boa Vista e a Companhia da Fábrica de Tabacos de Xabregas que se fundiram formando a Companhia Nacional de Tabacos. O lucro do tabaco possibilitou a formação de imensas fortunas permitindo os caixas, como eram conhecidos os donos dessas fábricas, à construírem palacetes dentres outras construções, como Joaquim Ferreira dos Santos, o Conde de Ferreira, que deixou em seu testamento a autorização para utilizarem sua fortuna para construírem 120 escolas e um hospital para doentes mentais, já a família Eugénio de Almeida restaurou o Mosteiro dos Jerónimos e construiu a Parque Eduardo VII. Sempre que o governo anunciava a renovação do contrato dos tabacos, o clima político ficava tenso, os empresários queriam continuar com o seu lucrativo negócio, enquanto alguns políticos e grande parte da população não gostava acreditando que a Questão dos Tabacos desmoralizava Portugal, por causa da briga para os empresários ganharem a concessão. Em alguns momentos o governo estabelecia o monopólio, então podia controlar diretamente a produção e comercialização do tabaco ou arrendava as fábricas para ficar apenas com o dinheiro dos impostos.

## O fim da questão
A Questão dos Tabacos foi de certo modo resolvida em 1906, após a queda do gabinete de Hintze Ribeiro e a nomeação de João Franco como primeiro-ministro. Franco decidiu restabelecer o monopólio, o governo assumiu então o controle da produção e venda do tabaco, mas em 1926, com o golpe de 28 de maio de 1926, o monopólio foi definitivamente reorganizado quando o novo governo interveio na Companhia de Tabacos de Portugal, a Tabaqueira e a Companhia Portuguesa dos Tabacos.